# Средь шумного бала (фильм)
«Средь шумного бала» (нем. Es war eine rauschende Ballnacht; в американском прокате под названием «The Life and Loves of Tschaikovsky» — «Жизнь и любовь Чайковского») — немецкий музыкальный фильм 1939 года, снятый режиссёром Карлом Фрёлихом по сценарию Гезы фон Чиффры на киностудии «Universum Film AG». Название фильма отсылает к одному из самых известных романсов Чайковского. Премьера состоялась 13 августа 1939 года на 7-м Венецианском кинофестивале.

## Сюжет
Фильм показывает вымышленные отношения между великим русским композитором П. И. Чайковским и Екатериной Муракиной, русской аристократкой, которая, несчастлива замужем, влюбляется в композитора, становится его любовницей и решает тайно финансово поддерживать его творчество.
Е. Муракина знает Чайковского с детства. Их любовь разгорается снова, после встречи в 1865 году в Москве. Но Екатерина теперь замужем за другим мужчиной, а позже происходит вспышка эпидемии холеры…

## Особенности картины
Великолепие начала фильма сравнимо с кинолентами американского производства. Таким образом германская кинематография Третьего рейха пыталась конкурировать с Голливудом. Русский композитор в качестве главного героя фильма был выбран неслучайно: 23 августа 1939 года был подписан пакт Молотова — Риббентропа. Романтически-сентиментальный фильм не упоминает гомосексуальность Чайковского. Он скорее служит средством демонстрации драматического таланта Цары Леандер и Марики Рёкк, известнейших актрис немецкого кино этого периода.

## В главных ролях
- Цара Леандер — Екатерина Александровна Муракина
- Марика Рёкк — Настасья Петровна Ярова, танцовщица
- Ханс Штюве — Пётр Ильич Чайковский
- Ариберт Вешер — Михаил Иванович Муракин, муж Екатерины
- Лео Слезак — Отто Гунсингер, профессор
- Фриц Расп — Порфирий Филлипович Кругликов, критик
- Пауль Дальке — Иван Глыков, музыкальный издатель